# Futópálya (repülés)

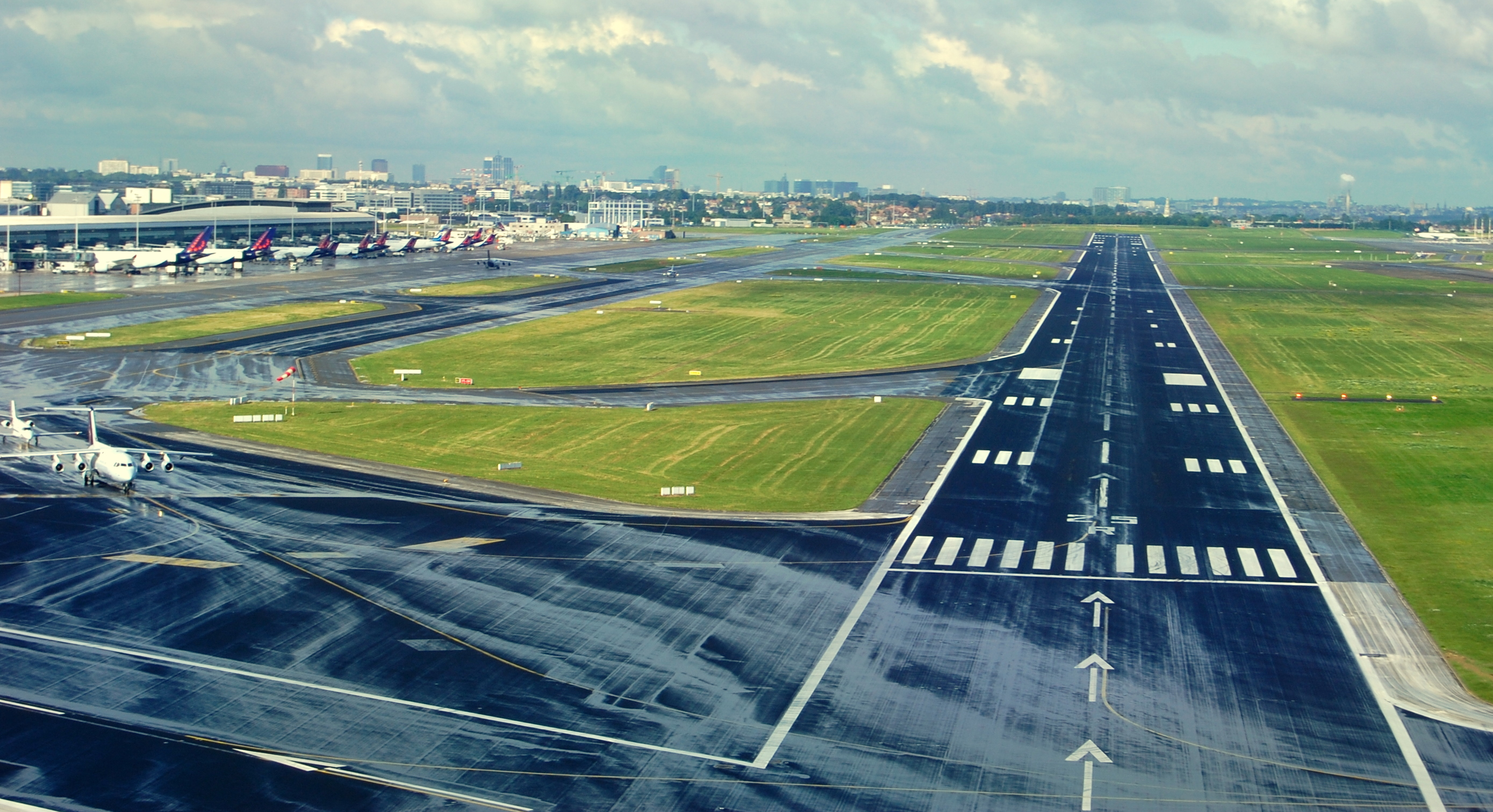
A brüsszeli repülőtér 25R/07L pályája

A futópálya (köznapi, nem szabványos néven: kifutópálya, kifutó, fel-leszálló pálya; angolul: runway) a földfelszínen a repülőgépek fel- és leszállása céljából kijelölt sáv a repülőtér területén. Anyaga lehet mesterséges (aszfalt, beton vagy ezek keveréke) vagy természetes (fű, föld, esetleg kavicságy).
Szabvány szerint egy legalább 1800 m (kb. 6000 láb) hosszú futópálya szükséges ahhoz, hogy egy 90 000 kg tömegű repülőgép biztonságosan leszállhasson rajta. A lényegesen nagyobb repülőgéptípusok (mint pl. Airbus A310, A340, Boeing 747, 777, McDonnell Douglas DC–10) ennél hosszabb, legalább 2400 m (kb. 8000 láb) hosszúságú pályát igényelnek. A leghosszabb, 5500 m hosszú futópálya a kínai Csamdo-Bangdai repülőtéren található, az ellenkező végletre pedig példa a Lesothóban működő, szokatlanul rövid Matekane futópálya.

## Iránya
A futópályákat középvonaluk mágneses tájolása alapján számozzák, a le- és felszállás szerint meghatározott irányban. Az úgynevezett „irányszög” az északi irány felé indul nulla foknál, és az óramutató járásával egyezően növekszik. A szög tizedének az egész részét írják fel a futópálya végére. Mivel a futópálya alapesetben mindkét irányban egyformán használható, ezért a két végén két eltérő számmal jelölik. A 180°-os és 360°-os irányba mutató pálya a 18-as és 36-os sorszámot kapja, s a 360° felé mutató végén van a 18-as szám felírva. Rádióforgalmi beszédben minden számjegyet külön-külön kiejtenek az egyértelmű érthetőség végett.
Ha egy repülőtéren több pálya mutat nagyjából ugyanabba az irányba, akkor megkülönböztetésül az L, a C vagy az R betűt (angol Left: bal, Center: középső és Right: jobb) teszik hozzá az irányt jelölő számhoz. Például ha három pálya indul 150°-os irányba, a bal oldali jele 15L (egy öt bal), a középső 15C, a jobb oldali 15R (a másik végükön a 330°-os irány 33R, 33C, 33L-ként van jelölve).
A példában szereplő pálya irányát 15/33-nak nevezik; a szélirány dönti el, melyik irányt használják a fel- és leszálláshoz. A pályára jellemző két szám között tehát a fentiekből adódóan mindig 18 (azaz 180°) a különbség.
A futópályákat az uralkodó széljárásnak megfelelően építik, hogy a repülőgépek széllel szemben tudjanak le- és felszállni. Így például a Budapest Liszt Ferenc nemzetközi repülőtér két párhuzamos, 13/31 irányú futópályával rendelkezik.

## Felfestések
A pálya fontosabb részei és felfestései (a fenti ábrán balról jobbra):
- A sárga nyilakkal jelölt kezdeti részre nem szabad rágurulni sem fel-, sem leszálláskor. Ez az úgynevezett blast pad (vagy stopway, overrun area), mely a felszálló teljesítményen működő hajtóművekből kiáramló gáz talajra gyakorolt eróziós hatását hivatott csökkenteni (ezzel megakadályozva a pályavég lesuvadását). Voltaképpen nem tartozik magához a pályához.
- Áthelyezett küszöb(wd) (displaced threshold). A fehér nyilak azt jelzik, hogy ez a hossz csak felszállásra és gurulásra használható, leszállásra nem. Ilyenkor értelemszerűen a leszálláshoz használható pályahossz rövidebb a felszálláshoz használhatónál (egyes esetekben a küszöb akár 1 kilométerre is lehet a pálya elejétől). Az áthelyezett küszöb lehet ideiglenes (például ha probléma van a pályaburkolattal) vagy állandó (például ahol tereptárgyak vagy zajcsökkentés miatt nagyobb magasságban kell bejönni).
- A gyalogátkelő-szerű felfestés a pályaküszöböt (runway threshold) jelöli; innentől kezdve szabad leszállni. Ez szinte mindig jelen van, még olyan repülőtereken is, ahol csak vizuális megközelítést használnak. A sávok száma a pálya szélességére utal, például négy sáv 16 méter, tizenhat sáv 60 méter széles pályát jelöl.
- A pálya azonosítója (runway designation), az ábrán 09R, vagyis mágneses iránya 90 fok körül van, és több pálya közül ez a jobb oldali (R = right).
- A pálya középvonalát (runway centerline) szaggatott vonal jelzi.
- A középvonal két oldalán felfestett hármas, kettős vagy egyes sávpárok az úgynevezett földetérési zónát(wd) (touchdown zone) jelölik, amelyen belül leszálláskor le kell tenni a gépet. Összesen 6 ilyen sávpár lehet (a célponttal együtt). A közöttük levő távolság 500 láb (150 méter).
- A célpont (aiming point) az a hely, melyet vizuálisan be kell célozni leszállásnál (általában a küszöb után 1000 lábbal).
- A futópálya széleit folytonos fehér sáv jelzi (runway side stripe).